# Jaskinia Niedźwiedzia Górna
Jaskinia Niedźwiedzia Górna – jaskinia krasowa na Wyżynie Krakowsko-Częstochowskiej w Polsce. Długość jej korytarzy wynosi 635 m, a deniwelacja ponad 30 m.

## Położenie
Jaskinia położona w prawym zboczu doliny Wiercicy, 12 km na wschód od Gór Sokolich, w Złotym Potoku w gminie Janów (powiat częstochowski). Leży w granicach rezerwatu przyrody Parkowe. Wejście znajduje się na wysokości 330 m n.p.m.

## Charakterystyka
Jaskinia rozwinięta jest w dwóch poziomach, które różnią się znacznie między sobą zarówno pod względem morfologii, wypełniających je osadów, w tym występujących w nich artefaktów (górne piętro) i kopalnej fauny kręgowców (dolne piętro), mikroklimatu (odpowiednio dynamiczny i statyczny ciepły). Górny poziom tworzy wielka Sala Krasińskiego o pochyłym dnie, do której prowadzi wejście. Połączona jest ona ciasną Studnią Popielcową o głębokości 18 m z poziomem dolnym, który stanowi system splątanych sal i korytarzy o bogatej szacie naciekowej. Wyróżniają się wśród nich Główny Chodnik, Sala ze Stalagmitem, Dworzec, Kręta Aleja, Szkieleciarki i Białe Ulice. Najniższy punkt jaskini leży 24 m poniżej poziomu wejścia.
Stwierdzono, że dolna część Jaskini Niedźwiedziej Górnej i Grota Niedźwiedzia położone są na tym samym poziomie.

## Historia odkrycia i badań
Jaskinia Niedźwiedzia Górna została odkryta zimą 2011/2012 r. przez W. Kuczoka, M. Pawełczyka, R. Klimarę i J. Surmacza. Już na wiosnę 2012 r. wejście do niej zostało zamknięte i jaskinia jest niedostępna do zwiedzania. Wejścia do niej są kontrolowane i ograniczone do maksymalnie kilku wejść w ciągu roku. Od 2015 r. Jaskinia Niedźwiedzia Górna jest przedmiotem prac dokumentacyjnych i badawczych, obejmujących obserwacje geologiczno-geomorfologiczne, mikroklimatyczne, paleozoologiczne, archeologiczne i biologiczne (fauna nietoperzy i bezkręgowców).

## Fauna jaskiniowa
W trakcie dotychczasowych badań w jaskini stwierdzono liczne występowanie Choleva lederiana gracilenta, podgatunku chrząszcza z rodziny Leiodidae, będącego reliktem epoki lodowej. Wcześniej znany on był jedynie z dwóch jaskiń na terenie Sokolich Gór (Jaskinia pod Sokolą Górą i Jaskinia Studnisko).